# Dotona davidi
Dotona davidi är en svampdjursart som först beskrevs av James Barrie Kirkpatrick 1900.  Dotona davidi ingår i släktet Dotona och familjen Alectonidae. Inga underarter finns listade i Catalogue of Life.